# Andrija Fuderer
Andrija Fuderer foi um jogador de xadrez da antiga Iugoslávia, com diversas participações nas Olimpíadas de xadrez. Fuderer participou das edições de 1952, 1954 e 1958. Em 1954 conquistou a medalha de prata individual e de bronze por equipes no primeiro tabuleiro reserva, em 1958 o bronze individual e prata por equipes no segundo tabuleiro reserva.